# Jiang
Jiang (chinês tradicional: 將, chinês simplificado: 将, pinyin: jiàng, Wade–Giles: chiang) é o posto militar ocupado pelos generais das forças armadas da República Popular da China e da República da China (Taiwan). O Exército de Libertação Popular e a Polícia Armada Popular possuem três níveis atualmente, enquanto as Forças Armadas de Taiwan possuem quatro. 
Os mesmos nomes são usados para todos os serviços das forças armadas, prefixados por haijun (chinês tradicional: 海軍, chinês simplificado: 海军, lit. ‘força naval’) ou kongjun (chinês tradicional: 空軍, chinês simplificado: 空军, lit. ‘força aérea’). 

## Exército de Libertação Popular
| Classificação                                                                 | Tradução literal                    | Tradução do Exército | Tradução da Marinha | Insígnia da força terrestre do ELP | Insígnia da força naval do ELP | Insígnia da força aérea do ELP | Classificação da OTAN |
| ----------------------------------------------------------------------------- | ----------------------------------- | -------------------- | ------------------- | ---------------------------------- | ------------------------------ | ------------------------------ | --------------------- |
| Yiji shangjiang (一级 上将) Existiu somente entre 1988 e 1994; nunca assumido | General Superior de Primeira Classe | General do Exército  | Almirante da Frota  |                                    |                                |                                | OF-10                 |
| Shangjiang (上将)                                                             | General Superior                    | General              | Almirante           |                                    |                                |                                | OF-9                  |
| Zhongjiang (中将)                                                             | General Intermediário               | Tenente-General      | Vice-Almirante      |                                    |                                |                                | OF-8                  |
| Shaojiang (少将)                                                              | Geral Júnior                        | Major General        | Almirante           |                                    |                                |                                | OF-7                  |

### Dajiang
No sistema de classificação do Exército de Libertação Popular entre os anos 1955 e 1965, existia o posto de dajiang (大将) ou "Grande General". Esta classificação foi somente concedida a dez dos líderes veteranos do Exército em 1955 e nunca mais voltou a ser conferida. Era considerada equivalente ao grau soviético de генера́л а́рмии (general do exército ), um grau geralmente de cinco estrelas, embora a insígnia em si tivesse somente quatro. A decisão de nomear o ranque equivalente como yiji shangjiang quando foi brevemente restabelecida em 1988-1994, foi provavelmente devido a um desejo de manter o posto de dajiang como um honorário atribuído após uma guerra, assim como General dos Exércitos no Exército dos Estados Unidos. 

## Exército da República da China (Taiwan)
Insígnia adotada em 1959. Os nomes dos ranques são mostrados abaixo usando o Hanyu Pinyin e os caracteres chineses tradicionais. 
| Classificação               | Tradução do Exército       | Tradução da Marinha          | TAIWAN Insígnia do Exército | Classificação da OTAN |
| --------------------------- | -------------------------- | ---------------------------- | --------------------------- | --------------------- |
| Yiji shangjiang (一級 上將) | General de Primeira Classe | Almirante de Primeira Classe |                             | OF-9                  |
| Erji shangjiang (二級 上將) | General                    | Almirante                    |                             | OF-9                  |
| Zhongjiang (中將)           | Tenente-General            | Vice-Almirante               |                             | OF-8                  |
| Shaojiang (少將)            | Major-General              | Almirante                    |                             | OF-7                  |